# 城山貝塚
座標: 北緯34度04分27.0秒 東経134度33分22.1秒 / 北緯34.074167度 東経134.556139度

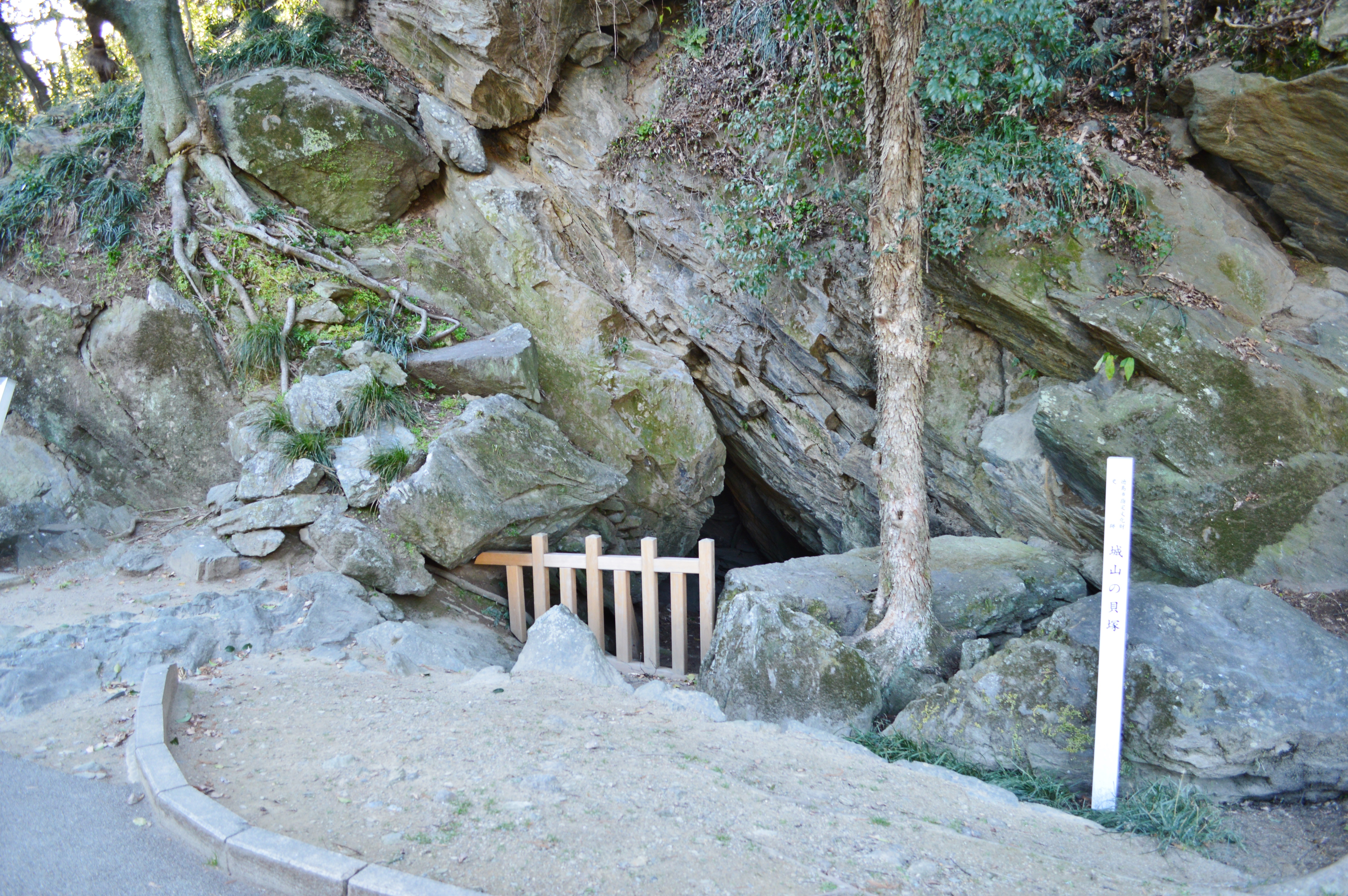
城山貝塚 3号貝塚

城山貝塚（しろやまかいづか）は、徳島県徳島市徳島町城内の徳島中央公園内、城山山麓にある貝塚遺跡である。とくしま市民遺産選定。

## 総論
紀元前1500年～紀元前500年ごろ（縄文時代後期～弥生時代前期）に渡る複数の遺跡である。
1号貝塚・2号貝塚・3号貝塚・4号遺跡・5号貝塚（4号には貝塚はない）が発見されたが、1～3号のみ現存し、4・5号は現在では詳細な位置が不明である。現存3貝塚は城山東麓～南東麓に2号・3号・1号の順に分布する。
1～3号貝塚は1963年（昭和38年）に徳島市指定史跡となっている。
いずれも貝層の厚さ30～10センチメートル、貝類は鹹水産のハイガイが主で、大量の縄文土器が出土している。これらは岩陰や洞窟を利用した住居址で、このことにより当時の海岸線に極めて近かったと考えられる。
洞窟や岩陰など遺跡の内容も豊富で、古代遺跡が都市部で手近に観察できる。出土品は東京大学総合研究博物館に保管されており、一部が市内の鳥居龍蔵記念博物館に貸し出され展示されている。

## 発見・発掘
1922年（大正11年）3月27日から、徳島市出身の鳥居龍蔵が、県下の貝塚の調査をしていた。城山山麓に貝殻が出ると言う話を聞きつけ、4月3日、城山山麓を発掘し1号貝塚を発見した。その後すぐに、第2以降も発見された。
東京帝国大学に助教授職を得ていた鳥居は5月5日を最後に帰京した（途中で一時帰京あり）が、その後も井上達三、岩佐紀貞、前田寓波、田所眉東、森敬介ら現地スタッフの手で5月下旬まで発掘が続けられた。

## 各遺跡

### 1号貝塚
1号貝塚は岩陰の下にあり、ハマグリ、アサリ、カキ、ハイガイを中心とする貝類が厚さ約60センチも堆積し、縄文時代後期の土器が多く出土している。岩陰を利用した住まいの跡と考えられる。
縄文時代後期中期（紀元前1500年ごろ）。
出土品は:
- 縄文土器片
- 貝類（ハマグリ、アサリ、カキ、ハイガイ）

### 2号貝塚
1号貝塚と同じく岩陰の下に形成され、ハマグリ、カキ、ハイガイなど貝類が厚さ1メートルにわたってたまっている。獣や鳥、魚の骨、縄文時代後期の土器のかけらが出土している他、獣骨や魚骨とともに、ほぼ完全な屈葬状態の人骨1体を含む、3体分の人骨も出土している。岩陰を利用した住まいの跡と考えられる。
縄文時代後期中期（紀元前1500年ごろ）。
出土品は:
- 縄文土器片
- 獣骨
- 魚骨
- 人骨
- 貝類（ハマグリ、カキ、ハイガイ）

### 3号貝塚
洞窟の中と入り口で発見され、ハマグリやカキ、バイ、カガミガイなどの貝類が30～60センチの厚さで堆積。縄文後期から晩期の土器、弥生時代のつぼも出土している。
縄文時代後期末～晩期（紀元前1200年～前500年ごろ）。
出土品は:
- 縄文土器片
- 弥生土器片
- 貝類（ハマグリ、カキ、バイ、カガミガイ）

### 4号遺跡
2号と3号の間に位置したが、詳細不明。消滅したとも。
縄文時代から弥生時代の土器が多数出土。貝塚は形成されていない。
出土品は:
- 縄文土器片
- 弥生土器片

### 5号貝塚
北側の頂上部にあったが、行方不明。
ハマグリ、アサリ、カキ、サザエ、シジミなど貝類に混じって弥生時代の土器が出土。竪穴建物があったと考えられる。
出土品は:
- 弥生土器片
- 貝類（ハマグリ、アサリ、カキ、サザエ、シジミ）

## 交通
- JR高徳線徳島駅より徒歩10分。
- 徳島市営バス「公園北口」停留所より徒歩2分。